# チュニジアの夜
『チュニジアの夜（英語: A Night in Tunisia）』 は、1942年にトランペット奏者のディジー・ガレスピーが、ピアニストのフランク・パパレリとの共作で作曲した楽曲。後に歌詞を付けられて歌曲にもなった。

## 解説
1940年代のビバップ期以来、モダン・ジャズのスタンダード・ナンバーの一つとなっており、「マンテカ」などと共にガレスピーの代表的な作品の一つに数えられる。
アフロと4ビートのリズムの組み合わせによる独特のエキゾチックな雰囲気を持つテーマと、最後のカデンツァ部が聴くものに強烈な印象を与える。メロディが華やかでソロ演奏をとっての聴かせ所も多く、知名度も高い曲であるため、スモールコンボ、ビッグバンドのいずれでもステージのオープニングやクライマックスには好んで使われる。
元々はガレスピーがアール・ハインズ楽団に所属していた時期、コンボグループ向けに作曲されたものであるが、作曲時期がちょうどアメリカのミュージシャン・ユニオンによるレコード録音長期ストライキの時期に当たっていたことから資料に乏しく、最初の発表時期やレコード録音時期は正確にはわかっていない。作曲年については「1943年」「1944年」とする資料も多く見られる。
1940年代中期にガレスピーらによる新しいスタイルの「ビバップ」ジャズが広まると、ユニークな曲調が好まれてミュージシャンたちの間で盛んに演奏されるようになり、1950年代のハード・バップ時代までにはすでにジャズ・スタンダードとして完全に定着していた。
ガレスピー自身の率いたビッグバンドでも演奏され、ガレスピーの十八番ともいうべき曲になった。1946年にチャーリー・パーカーとダイアル・レーベルに録音した「フェイマス・アルト・ブレイク」と呼ばれるバージョンは、間奏のパーカーによる超絶技巧のソロ部分のみを抜き出したものである。その他、アート・ブレイキーと彼のジャズ・メッセンジャーズによる豪快なバージョンも知られている。
歌曲としては、作曲からほどなく「インタールード」（Interlude、間奏曲の意味）の題名で、レイモンド・リヴィーン (Raymond Leveen) （1930年代後半から40年代にかけ作詞活動を行っていた模様だが、詳細は不明）によってチュニジアとは関りのない歌詞が付けられ、サラ・ヴォーンによって歌われた。同タイトルでの録音には1946年にキーノートに録音したレニー・トリスターノのインストゥルメンタル・バージョンがあり、1958年にもアニタ・オデイが歌入りで録音している。
のちにジョン・ヘンドリックスによって「チュニジアの夜」という原題に沿った内容の歌詞が書かれた。現在ではこちらのバージョンの方で歌われることが多い。
チャカ・カーンは1981年に「永遠のメロディー」（And The Melody Still Lingers On (A Night in Tunisia)）としてリメイクした。詞はカーン本人によるもので、ガレスピー自身も録音に参加した。後に日本の歌手hiroのジャズプロジェクトCoco d'Orがこのバージョンをカバーしている。他にも女性ブルース歌手のジョアン・カートライト(Joan Cartwright)による異なる歌詞のバージョンがある。
この他、松浦俊夫が結成した、クラブジャズ専門DJチーム、ユナイテッド・フューチャー・オーガニゼイションが、1992年に発表した「Loud Minority」では、同曲のトランペットによるフレーズが用いられている。